# لويزا ماتشادو
لويزا ماتشادو (ولدت في 20 مارس 1965)، لاعبة كرة طائرة برازيلية. شاركت في بطولة السيدات في دورة الألعاب الأولمبية الصيفية لعام 1984.

## روابط خارجية
- لويزا ماتشادو على موقع أوليمبيديا (الإنجليزية)